# Hypsiboas secedens
Hypsiboas secedens је водоземац из реда жаба и фамилије Hylidae.

## Угроженост
Подаци о распрострањености ове врсте су недовољни.

## Распрострањење
Ареал врсте је ограничен на једну државу. 
Бразил је једино познато природно станиште врсте.

## Станиште
Станишта врсте су шуме и слатководна подручја.